# Fibrele temporopontine
Fibrele temporopontine (Fibrae temporopontinae), sau fibrele temporopontine Türck-Meynert, fibrele temporopontine Türck, fibrele temporopontine Arnold sunt un grup de fibre nervoase cu originea în cortexul cerebral al lobului temporal, în special în girusul temporal superior și mijlociu, care trec apoi prin partea sublenticulară a capsulei interne spre marginea laterală a piciorului cerebral prin care coboară și se termină în nuclee pontine din parte bazilară a punții. Împreună ele formează fasciculul temporopontin (Tractus temporopontinus).
Fibrele temporopontine a fost descrise de Ludwig Türck, neurolog austriac (1810–1868), Theodor Meynert, neurolog german-austriac (1833–1892), Friedrich Arnold, anatomist german (1803–1890).